# チャルコロモイチャシ
チャルコロモイチャシは、北海道根室市幌茂尻字オンネトウに位置するチャシコツ（チャシ跡）。根室半島チャシ跡群の一つとして国の史跡に指定されている。チャルコロフイナ1号チャシ、チャルコロフイナ2号チャシからなる。

## 概要
根室半島部で最大規模のチャシの一つである。温根沼の湖口から東方へ約2キロメートル、根室湾に突出した小さな岬の、急な海岸崖上の平坦地に位置する。複雑な濠を持つ。おおよそ8郭からなり、崖縁沿い500メートル程の長さに渡って構築されている。
現在は3部分が残っており、70メートル×250メートルの規模である。中央部、北部、南部に分けられる。中央の主体部は海を背に東に三重、西に二重の濠が肋骨状に連結している。内側の濠の両端は崖面に及ぶ。南端は自然地形を利用し、内陸部に向かって延びる濠に接している。外側2本の濠は途中で切れている。西側には一重の濠が続き、東側には少し離れて一重の濠が半隅丸方形状に巡らされている。濠の西側、特に内側は盛り土されており高く土塁状を成している。北部の濠はほぼ半円状、南部の濠はコの字をしている。三者が同一時期に作られたのか、改築、増築されたのかは不明である。濠の幅は約3 m、深さ1.5 m内外で、断面はU字型に近い。
1938年の伊藤初太郎の図版では、4個の部分で構成されている。現存する北部分よりもさらに北に記された半円状の濠は現存せず、農耕によって埋められたものと考えられる。長さを500メートルとするのはこの現存しない部分も含めたもの。
現存する北部分から約120メートルの地点及び南端に近接して竪穴建物跡と考えられる窪地が残っている（それぞれ温根沼チャルコロモイ東竪穴群、チャルコロモイ西竪穴群）。また、北部に近接してチャルコロモイ東墳墓群もあり、これはアイヌ期のものである。
「チャルコロモイ」はアイヌ語で「口を持つ入江」の意味。「口を持っている石」の意味である輝石安山岩の岩、「チャルコロシュマ」が位置する石浜であるためこの名がある。